# Condado de Almaraz
El condado de Almaraz es un título nobiliario español creado el 27 de febrero de 1875 por el rey Alfonso XII de España, con despacho expedido el 23 de diciembre del mismo año, en favor de Francisco de Paula Retortillo e Imbrechts, político y financiero español.

## Condes de Almaraz
|                          | Titular                                           | Periodo                  |
| Creación por Alfonso XII | Creación por Alfonso XII                          | Creación por Alfonso XII |
| ------------------------ | ------------------------------------------------- | ------------------------ |
| i                        | Francisco de Paula Retortillo e Imbrechts         | 1875-1887                |
| ii                       | José Antonio Retortillo y Díez                    | 1892-1905                |
| iii                      | María de las Mercedes Retortillo y López de Calle | 1906-1921                |
| iv                       | José Francisco Otamendi y Retortillo              | 1923-1996                |
| v                        | Miguel Otamendi de Pineda                         | 1996-actual titular      |

## Historia de los condes de Almaraz
- Francisco de Paula Retortillo e Imbrechts (Cádiz, 15 de agosto de 1820-La Habana, 30 de julio de 1887), I conde de Almaraz, senador vitalicio del reino desde 1877,[2] maestrante de Granada, caballero de la Orden de Santiago.[1]

Casó en La Habana, el 4 de octubre de 1848, con María de las Mercedes Díez y Carriazo (1830-1890). El 18 de enero de 1892 le sucedió su hijo:
- José Antonio Retortillo y Díez (Madrid, 19 de julio de 1851-Biarriz, 19 de mayo de 1905), II conde de Almaraz, caballero de la Orden de Calatrava.[1]

Casó en Madrid, el 15 de junio de 1885, con Jesusa López de Calle. El 12 de marzo de 1906 le sucedió su hija:
- María de las Mercedes Retortillo y López de Calle (Madrid, 25 de abril de 1886-5 de febrero de 1921), III condesa de Almaraz.[1]

Casó en Madrid, el 21 de octubre de 1909, con Joaquín Otamendi y Machimbarrena. El 29 de mayo de 1923 le sucedió su hijo:
- José Francisco Otamendi y Retortillo (m. 21 de febrero de 1996[5]), IV conde de Almaraz.[1]

Casó con Blanca de Pineda y Oñate (m. 2001). El 4 de noviembre de 1996, previa orden del 25 de octubre del mismo año para que se expida la correspondiente carta de sucesión (BOE del 27 de noviembre), le sucedió su hijo:
- Miguel Otamendi de Pineda, V conde de Almaraz.